# Армфельт, Карл
Карл Армфельт (швед. Carl Armfelt; 1 декабря 1764 — 3 января 1846) — шведский военный деятель, генерал-майор.

## Биография
Родился в семье генерал-лейтенанта Фромгольда Армфельта (1721—1797) и Катарины Марии фон Шанц (1744—1823). Внук генерала Карла Густава Армфельта.
В 1770 году был зачислен капралом в Южносканский конный полк. В 1776 году произведён в унтер-лейтенанты артиллерии. В 1780—1784 годах состоял на французской службе и участвовал там в трёх различных кампаниях. По возвращении в Швецию в 1785 году произведён в лейтенанты артиллерии, а в 1788 году назначен штаб-адъютантом. Участвовал в русско-шведской войне 1788—1790 годов. В 1789 году стал капитаном, а в 1793 году майором конной артиллерии. В 1795 году произведён в подполковники и назначен шефом 2-й батареи конной артиллерии. В 1797 году произведён в полковники Вендесской артиллерии. 16 ноября 1799 года награждён рыцарским орденом Меча. В 1804 году произведён в полковники артиллерийского полка Свеа и назначен командиром этого полка. В 1812 году отставлен от артиллерии, а в 1816 году окончательно вышел в отставку в звании генерал-майора.

## Семья
В 1798 году женился на Брите Каролине Веннерстедт (1776—1835), дочери генерал-майора Густава Филипа Веннерстедта. Их дети:
- Густав Фромгольд (1799—1867), подполковник
- Карл Кристоффер (1802—1803)
- Брита Мария (1804—1805)
- Карл Филип (1806—1845), капитан
- Карл Август (1810—1870), капитан